# Tom McKay
Tom McKay (* 27. prosince 1979 Solihull) je britský herec a scenárista.

## Počátky
Narodil se v Solihullu ve Spojeném království. Před kamerou se objevil v roce 2005, konkrétně ve filmu Chromofobie, kde se s ním na plátně objevili herci jako Ben Chaplin, Ralph Fiennes nebo Penélope Cruz.

## Kariéra
Ve své kariéře se prosazuje zejména v seriálech. Vidět jsme jej mohli v sériích jako Pravěk útočí, Hatfieldovi a McCoyovi, Bílá královna, Diavoli nebo Senna. Zahrál si také v několika celovečerních filmech. Kromě výše uvedené Chromofobie jsou to filmy jako Svatba ve třech, Vyhazovači či Rozkaz zabíjet.
Zejména mezi fanoušky počítačových her si ale získal největší jméno tím, že namluvil a pomocí Motion capture ztvárnil hlavní postavu Jindřicha ve hře Kingdom Come: Deliverance z roku 2018. Stejnou postavu ztvárnil i ve druhém díle této na českou historii zaměřující se hry.

## Filmografie

### Filmy
- 2005 – Svatba ve třech, Chromofobie
- 2007 – The Feral Generation
- 2008 – Vyhazovači
- 2009 – Pach krve 3
- 2016 – Rozkaz zabíjet, The Harrow
- 2024 – Touchdown

### Televizní filmy
- 2007 – Joeův palác
- 2008 – Zabití Thomase Hurndalla
- 2010 – Malý dům
- 2014 – The Lost Legion

### Televizní seriály
- 2005 – Wettlauf mit dem Tod
- 2006 – Casaulty
- 2007 – Tichý svědek
- 2009 – Doctors, Pravěk útočí
- 2010 – Waterloo Road, MI5, New Tricks
- 2012 – Hatfieldovi a McCoyovi
- 2013 – Bílá královna
- 2014 – Kurýr
- 2015 – Mistr popravčí, Supereme Tweeter
- 2016 – Mladý Inspektor Morse
- 2016 – Moving On
- 2020 – Diavoli
- 2022 – Nevyhlášená válka, Hlavní podezřelý, Černý dort
- 2024 – Ellis, Senna

### Počítačové hry
- 2018 – Kingdom Come: Deliverance
- 2024 – Kingdom Come: Deliverance 2